# Спирална грана
Спиралне гране су звездане области које се шире из средишта спиралних и премошћених спиралних галаксија. Ови дугачки, танки региони личе на спиралу и тако дају име спиралним галаксијама.
Постојање спиралних грана је збуњивало научнике. Звезде у деловима галаксије најудаљенијим од језгра би се, како галаксија ротира, кретале брже од оних које се налазе ближе центру. За више информација, погледајте расправу у чланку спирална галаксија.